# Encyklopedia. Zbiór wiadomości z wszystkich gałęzi wiedzy
Encyklopedia. Zbiór wiadomości z wszystkich gałęzi wiedzy – dwutomowa, popularna, polska encyklopedia ogólna opracowana w latach 1898–1907 we Lwowie przez polską organizację edukacyjną Macierz Polska we współpracy z pracownikami lwowskiego Ossolineum .

## Historia
Pomysł na wydanie tej encyklopedii zrodził się w środowisku działaczy polskiej, galicyjskiej organizacji edukacyjnej Macierz Polska. Jej działacze zauważyli, że większość dostępnych wówczas w Galicji encyklopedii jest już przestarzała lub niedostosowana do cenzury obowiązującej pod zaborem austriackim. Z tych względów mieszkańcy mieli ograniczony dostęp do wiedzy. Macierz Polska postanowiła zmienić tę sytuację publikacją popularnej encyklopedii wydanej w języku polskim .
Korektą, ujednoliceniem pisowni oraz drukiem publikacji zajął się Juliusz Birkenmajer, pełniący wówczas funkcję zarządcy drukarni Zakładu Narodowego im. Ossolińskich we Lwowie. Prace drukarskie oraz nadzór prowadzili również E. Winiarz, właściciel prywatnej drukarni, w której odbywał się druk, oraz zarządca zakładu Józef Kozak, którym wydawca dziękuje we wstępie .

## Komitet redakcyjny
Na czele projektu stanęli Prezes Rady Wykonawczej Macierzy Polskiej Władysław Łoziński oraz członek Rady Wykonawczej Macierzy Polskiej Ludwik Finkel, którego mianowano redaktorem naczelnym .
Współpracownikami Encyklopedii Macierzy Polskiej było wielu polskich działaczy edukacyjnych, profesorów Uniwersytetu Lwowskiego, nauczycieli Wyższej Szkoły Rolniczej w Dublanach oraz wybitnych naukowców z poszczególnych dziedzin. We wstępie wymienieni zostali w układzie alfabetycznym :
- Józef Bałaban, nauczyciel szkoły ludowej - opisał szkolnictwo ludowe,
- Władysław Bełza pisarz, poeta - (literatura polska współczesna),
- Dr Adam Bieńkowski - (administracja; prawo karne, międzynarodowe i urządzenia wojskowe).
- Kazimierz Bruchnalski, profesor c. k. szkoły przemysłowej, (Przemysł; technika w najszerszem znaczeniu).
- Wilhelm Bruchnalski, sekretarz Zakładu Narodowego im. Ossolinńkich, - (literatura powszechna i polska; gramatyka i stylistyka),
- Tadeusz Czapelski, sekretarz Zakładu Narodowego im. Ossolińskich i redaktor czasopisma Niedziela- wyrazy obce,
- Ludwik Finkel, profesor Uniwersytetu Lwowskiego - (historia).
- Henryk Kadyi, profesor Uniwersytetu Lwowskiego - (medycyna).
- Józef Limbach, profesor gimnazjalny - (zoologia).
- Marian Łomnicki, profesor gimnazyalny - (botanika).
- Stanisław Narajewski, ksiądz, doktor - (historya Kościoła, religia),
- Dr Mieczyslaw Pankowski, profesor wyższej szkoły rolniczej w Dublanach - (hodowla bydła; mleczarstwo).
- Dr Stefan Pawlik, profesor wyższej szkoły rolniczej w Dublanach - (rolnictwo).
- Dr Jan Gwalbert Pawlikowski, profesor wyższej szkoły rolniczej w Dublanach - (ekonomia; skarbowość; polityka rolnicza).
- Dr Eugeniusz Romer - (geografia fizyczna i polityczna).
- Dr Henryk Sawczynski, sekretarz Wydziału krajowego - (autonomia, ogólne pojęcia prawne; prawo polityczne polskie),
- Dr Józef Szpilman, profesor, rektor Akademii Weterynarii - (bakteriologia, higiena, farmakologia, weterynaria).
- Dr Bolesław Twardowski, ksiądz - (historia Kościoła, religia).
- Dr Kazimierz Twardowski, profesor Uniwersytetu Lwowskiego - (filozofia, teoria nauk, muzyka),
- Dr Ignacy Zakrzewski, profesor Uniwersytetu Lwowskiego - (fizyka, astronomia, miary i wagi),
- Dr Rudolf Zuber, profesor Uniwersytetu Lwowskiego, (mineralogia, geologia, chemia, przemysł naftowy).

Współpracownikami, którzy wnieśli wkład w treść byli również:
- Profesor Jan Amborski - (ludowa literatura),
- Jan Blauth, inżynier, docent w wyższej szkole rolniczej - (melioracje),
- Dr Teofil Ciesielski, profesor Uniwersytetu Lwowskiego - (pszczelnictwo),
- Józef Chołodecki, radca pocztowy - (poczta i telegrafy),
- Dr Paweł Dobrowolski, adwokat krajowy - (prawo cywilne),
- Michał Janeczko, adiunkt krajowej szkoły gospodarstwa leśnego, wykładowca Wyższej Szkoły Lasowej we Lwowie - (leśnictwo),
- Zygmunt Fiszer, inspektor rybactwa krajowego - (rybactwo),
- Dr Aleksander Kolessa, docent literatury ruskiej - (literatura ruska),
- Dr Aleksander Lisiewicz, adwokat krajowy - (proces cywilny);
- Henryk Nagiel - (Polacy w Ameryce),
- Dr. Józef Puzyna, profesor Uniwersytetu Lwowskiego - (matematyka),
- Karol Rottersmann, starszy inspektor gorzelniany - (gorzelnictwo),
- Dr Maksymilian Schoennett, asystenl botaniki - (ogrodnictwo; warzywa),
- Dr Józef Siemiradzki, profesor Uniwersytetu Lwowskiego - (emigracya).

## Opis
Encyklopedię opublikowano w dwóch, dwutomowych edycjach. Wydanie lwowskie z 1898 :
- T.1, 788 stron, (A-K), Lwów 1898,
- T.2, 1045 stron, (L-Z). Lwów 1898,

wydanie drugie z lat 1905-1907 :
- T. I, (A-M), Lwów 1905[2] ,
- T. II, 1128 stron,(M-Ż), Lwów 1907.